# Локалізація кільця
В комутативній алгебрі локалізацією комутативного кільця R (з одиницею) по мультиплікативній системі {\displaystyle S\subset R}  називається простір формальних дробів з чисельниками з R і знаменниками з S з арифметичними операціями і ототожненнями, звичайними для дробів. Використовується також термін кільце часток. Позначається як  S-1R .
Термін локалізація походить з алгебраїчної геометрії: якщо R  — це кільце функцій на алгебраїчному многовиді V, то для того, щоб вивчити локальні властивості цього многовида в точці p, зазвичай розглядають множину функцій, які не рівні нулю в цій точці і локалізують R по цій множині.
Звичайне позначення для локалізації (або кільця часток)  — S-1R, проте в окремих випадках частіше вживають інші позначення. Так, якщо S  — доповнення простого ідеалу I, локалізація R позначається як RI (і називається локалізацією кільця по простому ідеалу), а якщо S  — множина всіх степенів елемента f, використовується позначення Rf . Останні два випадки є фундаментальними для теорії схем.

### Формальне визначення

#### За допомогою формальних дробів
Мультиплікативною системою в кільці R називається підмножина S в R, така що {\displaystyle 1\in S,\;0\not \in S} і множина S є замкнутою щодо множення в кільці R, тобто з того що {\displaystyle a,b\in S} випливає, що також {\displaystyle ab\in S}.
Елементами локалізації кільця R по мультиплікативній системі S є формальні дроби виду r/s, де r  — довільний елемент R, а s  — елемент множини S. Два дроби {\displaystyle r_{1}/s_{1}} і {\displaystyle r_{2}/s_{2}} вважаються еквівалентними (є представниками одного і того ж елемента кільця часток), якщо для деякого елемента {\displaystyle t\in S} справедливо {\displaystyle t(r_{1}s_{2}-r_{2}s_{1})=0}. Якщо R  — цілісне кільце, тобто в ньому немає дільників нуля то очевидно для нього має виконуватися простіше правило еквівалентності: два дроби {\displaystyle r_{1}/s_{1}} і {\displaystyle r_{2}/s_{2}} є еквівалентними, якщо {\displaystyle r_{1}s_{2}-r_{2}s_{1}=0}.
Операції додавання і множення визначаються як звичайно для дробів:
{\displaystyle r_{1}/s_{1}+r_{2}/s_{2}=(r_{1}s_{2}+r_{2}s_{1})/s_{1}s_{2}}
{\displaystyle r_{1}/s_{1}*r_{2}/s_{2}=r_{1}r_{2}/s_{1}s_{2}}
Перевіряється, що, якщо в сумі або добутку дроби замінити на еквівалентні, новий результат буде дробом, еквівалентним попередньому. З такими операціями множина {\displaystyle S^{-1}R} набуває структури комутативного кільця з одиницею. Нулем в ньому є дріб 0/1, одиницею  — дріб 1/1. Елементи початкового кільця R можна ідентифікувати з елементами виду r/1 в кільці S  -1  R. Відображення {\displaystyle l_{S}\,:\,R\rightarrow S^{-1}R}, що відображає елемент r в r/1 є гомоморфізмом кілець.

#### Через універсальну властивість
Нехай, як і вище R — комутативне кільце з одиницею і S деяка його мультиплікативна система.
Локалізація кільця R по мультиплікативній системі S має наступну властивість універсальності:
{\displaystyle l_{S}(S)\subset (S^{-1}R)^{*},} тобто образи елементів з S у кільці {\displaystyle S^{-1}R} є оборотними елементами і окрім того для любих гомоморфізмів {\displaystyle f:R\rightarrow B}, для яких {\displaystyle f(S)\subset B^{*}} тобто образи елементів з S є оборотними, існує єдиний гомоморфізм {\displaystyle g\,:\,S^{-1}R\rightarrow B} для якого {\displaystyle f=g\circ l_{S}}.
Дана властивість повністю визначає локалізацію R по S: Якщо деяке інше кільце задовольняє умову універсальності подану вище то воно є ізоморфним до {\displaystyle S^{-1}R.}

### Властивості
- Кожен оборотний елемент кільця  S-1R  має вигляд er/s, де r і s належать множині S, а e  — оборотний елемент кільця R.
- Кожен ідеал кільця S-1R є породжений елементами з множини {\displaystyle l_{S}(I)} де I  — деякий ідеал кільця R.
- Існує бієкція між множиною простих ідеалів кільця  S-1R  і множиною простих ідеалів R, що не перетинаються з множиною S.
- Якщо, як вище, ідеали   IS  і JS  кільця  S -1R  породжені елементами {\displaystyle l_{S}(I)} і {\displaystyle l_{S}(J),} де I і J  — ідеали кільця R, то ідеали IS  + JS , ISJS  породжені елементами з {\displaystyle l_{S}(I+J)} і {\displaystyle l_{S}(IJ)} відповідно. Також {\displaystyle {\sqrt {I^{S}}}} (радикал ідеалу) породжується елементами з {\displaystyle l_{S}({\sqrt {I}})}
- Як наслідок з попереднього, нульрадикал кільця S-1R породжується образами нульрадикала кільця R при канонічному відображенні.
- Нехай I  — ідеал кільця R, і {\displaystyle p:R\to R/I} — природна проєкція на фактор-кільце. Для мультиплікативної системи S, що не перетинається з I позначимо через T образ цієї множини при цій проєкції. Тоді p породжує сюр'єктивний гомоморфізм {\displaystyle {\bar {p}}:S^{-1}R\to T^{-1}(R/I)} і кільця {\displaystyle T^{-1}(R/I)} і {\displaystyle S^{-1}R/(IS^{-1}R)} є ізоморфними.
- Нехай {\displaystyle S,S'}  — мультиплікативні системи в кільці R і {\displaystyle S\subset S'.} Тоді кільце часток {\displaystyle (S')^{-1}R} є ізоморфним кільцю {\displaystyle (l_{S}(S'))^{-1}(S^{-1}R).}
- Локалізація кілець Нетер, Артіна і Дедекінда теж є кільцями відпвідно Нетер, Артіна і Дедекінда.

### Локалізація по простому ідеалу
Важливий окремий випадок локалізації  — локалізація кільця по простому ідеалу I, коли мультиплікативна система є доповненням цього ідеалу в кільці. В цьому випадку локалізація позначається як RI.
Для локалізації кільця по простому ідеалу справедливі такі властивості:
- Локалізація RI по простому кільці є локальним кільцем. Його єдиний максимальний ідеал породжується образами ідеала  I.
- Існує бієкція між простими ідеалами в RI і простими ідеалами в R, що містяться у I.
- Якщо S  — мультиплікативна система, що не перетинається з I, то RI є ізоморфним {\displaystyle (S^{-1}R)_{I}.}
- Зокрема поле часток кільця R є ізоморфним полю часток кільця RI.

## Приклади
- Якщо R  — цілісне кільце, множина всіх його ненульових елементів утворює мультиплікативну систему. Кільце часток за цією системою є полем і називається полем часток, зазвичай позначається Quot (R). Всі елементи поля часток мають вигляд  a/ b, де a, b  — елементи R і b ≠  0, зі звичайними арифметичними правилами скорочення чисельника і знаменника, додавання і множення. Легко бачити, що поле часток  — найменше поле, в яке можна вкласти R. Наприклад, поле часток поля  є ізоморфним самому полю.
- Полем часток кільця цілих чисел {\displaystyle \mathbb {Z} } є поле раціональних чисел {\displaystyle \mathbb {Q} }.
- Степені числа 10 в {\displaystyle \mathbb {Z} } утворюють мультиплікативну систему. Кільцем часток по ній буде кільце скінченних десяткових дробів.
- Полем часток кільця многочленів {\displaystyle k[X_{1},X_{2},...,X_{n}]} над полем k буде поле раціональних функцій {\displaystyle k(X_{1},X_{2},...,X_{n})}.
- Парні числа в {\displaystyle \mathbb {Z} } утворюють простий ідеал. Локалізацією кільця {\displaystyle \mathbb {Z} } по ньому буде кільце раціональних дробів, у яких в нескоротному вигляді знаменник  — непарне число.
- Розглянемо кільце многочленів k[x] і f = x. Тоді Rf   — кільце многочленів Лорана k[x, x-1].
- Якщо R  — евклідове кільце, то всяке кільце, проміжне між R і його полем часток, є локалізацією кільця R за деякою мультиплікативною системою S.
- Якщо система S складається з одних тільки оборотних елементів кільця R, канонічний гомоморфізм кільця R в S  -1  R перетворюється в ізоморфізм, тобто S  -1  R в цьому випадку є ізоморфним кільцю R.

## Модулі часток
Приблизно таку ж конструкцію можна застосувати і до модулів і для довільного R-модуля M розглянути локалізацію модуля S -1 M .
Локалізація модуля S-1M  — це множина формальних дробів виду m/s із відношенням еквівалентності {\displaystyle m_{1}/s_{1}\equiv m_{2}/s_{2}} , якщо {\displaystyle t(m_{1}s_{2}-m_{2}s_{1})=0}, для деякого елемента {\displaystyle t\in S},  зі звичайною операцією додавання дробів, а також з операцією множення на елементи кільця S -1R виду  m/s * a/s'= am / ss' .
Еквівалентно, як і для випадку кілець локалізацію модуля можна визначити за допомогою універсальної властивості аналогічної випадку кілець.
Нехай {\displaystyle u:M\to N}  — гомоморфізм R-модулів. Він індукує гомоморфізм S-1R-модулів {\displaystyle S^{-1}u:S^{-1}M\to S^{-1}N}, що відображає  m/s  в u(m)/s . Очевидно, що {\displaystyle S^{-1}(u\circ v):S^{-1}u\circ S^{-1}v}, тобто операція S-1  є функтором. Більш того, цей функтор є точним. Тобто, якщо послідовність {\displaystyle M_{1}\;{\xrightarrow {v}}\;M_{2}\;{\xrightarrow {u}}\;M_{3}} є точною, то і індукована послідовність {\displaystyle S^{-1}M_{1}\;{\xrightarrow {S^{-1}v}}\;S^{-1}M_{2}\;{\xrightarrow {S^{-1}u}}\;S^{-1}M_{3}} є точною. 
З цього випливає, що якщо {\displaystyle M'} є підмодулем {\displaystyle M}, то і {\displaystyle S^{-1}M'} є підмодулем {\displaystyle S^{-1}M}. Якщо ж ми розглянемо два підмодуля даного модуля, то застосування до них  S -1   комутує із операцією суми модулів, перетину модулів і операцією переходу до фактор-модуля. Також локалізація тензорного добутку двох R-модулів ізоморфна тензорному добутку їх локалізацій. 
Локалізацію модуля також можна записати за допомогою тензорного добутку: {\displaystyle S^{-1}M\cong S^{-1}R\otimes _{R}M.}
З цього запису і з точності функтора локалізації випливає, що модуль {\displaystyle S^{-1}M} є плоским.
R-модуль M є нульовим тоді і тільки тоді коли для довільного простого ідеала I локалізація M по I є нульовим модулем. Те саме твердження справедливе, якщо замість простих ідеалів розглядати лише максимальні.

## Локальні властивості
Властивість P кільця А (або А - модуля M) називається локальною якщо такі твердження еквівалентні:
- R (відповідно M) має властивість P,
- RI   (відповідно  MI  ) має властивість P для всіх простих ідеалів I кільця А.

Можна навести такі приклади локальних властивостей: властивість модуля бути рівним нулю, властивість гомоморфізму бути ін'єктивним або сюр'єктивним (потрібно розглядати гомоморфізми, індуковані локалізацією), властивість модуля бути плоским.